# رکو فورتی
رکو فورتی (انگلیسی: Rocco Forte Hotels) شرکت مهمان‌نوازی بریتانیایی است، که در سال ۱۹۹۶ تأسیس شد.